# Montrose (Arkansas)
Montrose – miasto w Stanach Zjednoczonych, w stanie Arkansas, w hrabstwie Ashley.